# Rudná (district de Svitavy)
Pour les articles homonymes, voir Rudná.
Rudná est une commune du district de Svitavy, dans la région de Pardubice, en République tchèque. Sa population s'élevait à 149 habitants en 2022.

## Géographie
Rudná se trouve à 14 km au sud-est de Svitavy, à 71 km au sud-est de Pardubice et à 161 km à l'est-sud-est de Prague.
La commune est limitée par Pohledy au nord-ouest et au nord, par Janůvky et Březina à l'est, par Slatina et Želivsko au sud, et par Brněnec et Březová nad Svitavou à l'ouest.

## Histoire
La première mention écrite du village date de 1365.

## Administration
La commune se compose de deux sections :
- Rohozná
- Manova Lhota

## Galerie

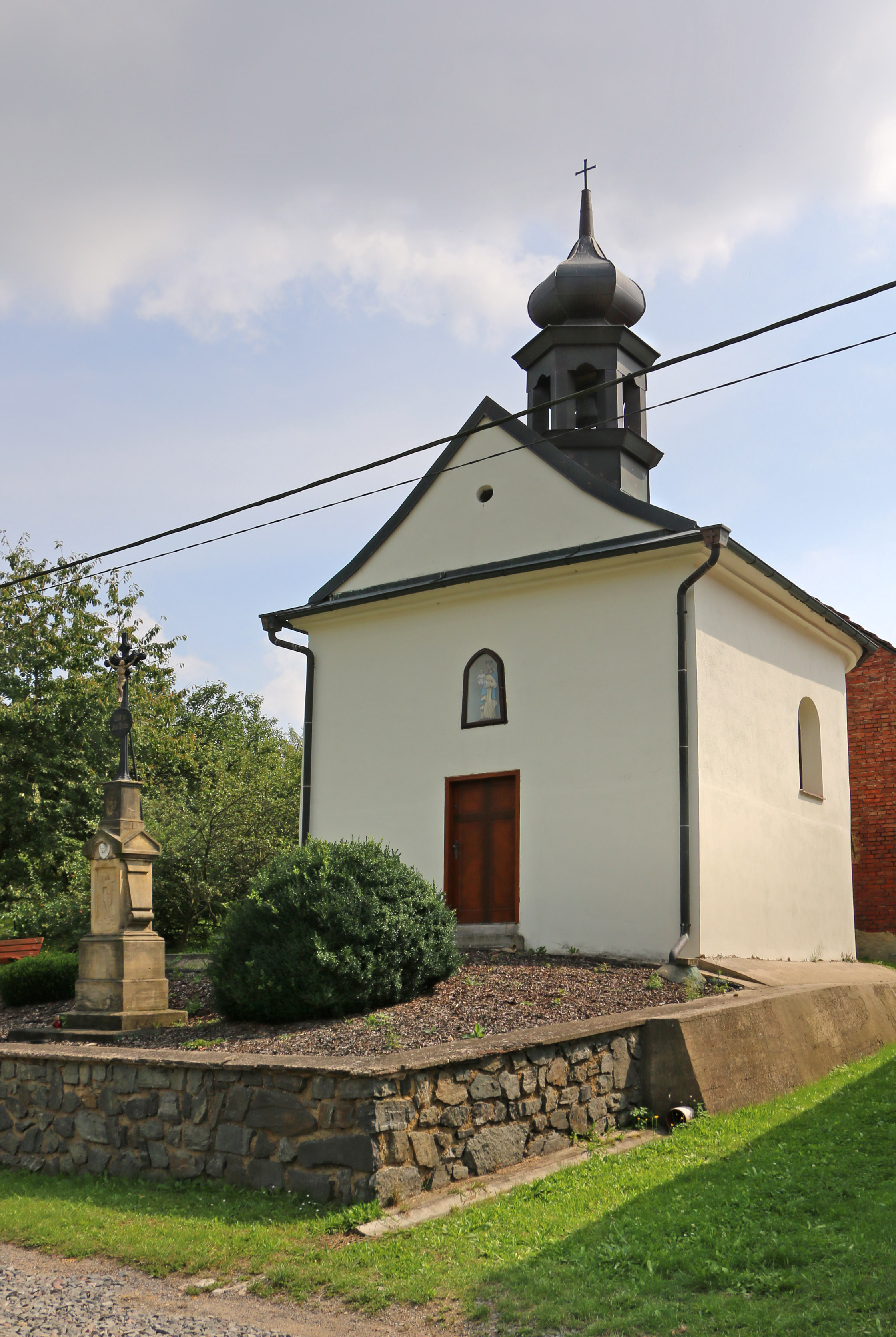
Chapelle à Rudná.
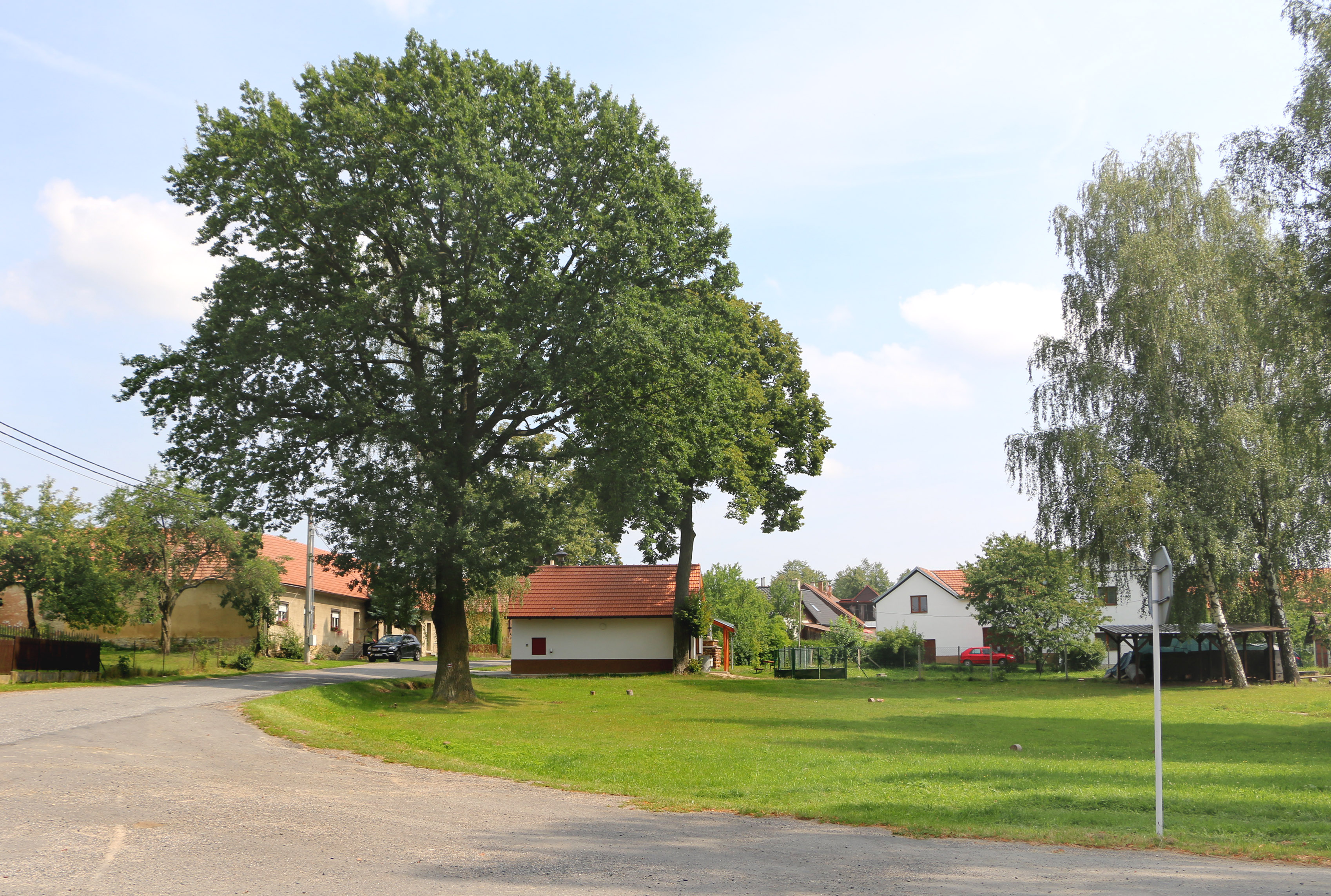
Centre du village.

## Transports
Par la route, Rudná se trouve à 8,5 km de Březová nad Svitavou, à 25 km de Svitavy, à 92 km de Pardubice et à 207 km de Prague. 